# Estonian International 2016
Die Estonian International 2016 im Badminton fanden vom 14. bis 17. Januar 2016 in Tallinn statt.

## Sieger und Platzierte
| Disziplin    | Gold                                | Silber                          | Bronze                                  |
| ------------ | ----------------------------------- | ------------------------------- | --------------------------------------- |
| Herreneinzel | Ville Lång                          | Lucas Claerbout                 | Lucas Corvée                            |
| Herreneinzel | Ville Lång                          | Lucas Claerbout                 | Raul Must                               |
| Dameneinzel  | Lianne Tan                          | Mariya Ulitina                  | Kati Tolmoff                            |
| Dameneinzel  | Lianne Tan                          | Mariya Ulitina                  | Alesia Zaitsava                         |
| Herrendoppel | Jones Ralfy Jansen Josche Zurwonne  | Martin Campbell Patrick MacHugh | Gergely Krausz Tovannakasem Samatcha    |
| Herrendoppel | Jones Ralfy Jansen Josche Zurwonne  | Martin Campbell Patrick MacHugh | Florent Riancho Asuro Rizko             |
| Damendoppel  | Anastasia Chervyakova Olga Morozova | Kristin Kuuba Helina Rüütel     | Jenny Nyström Sonja Pekkola             |
| Damendoppel  | Anastasia Chervyakova Olga Morozova | Kristin Kuuba Helina Rüütel     | Clara Nistad Emma Wengberg              |
| Mixed        | Alexandr Zinchenko Olga Morozova    | Bastian Kersaudy Léa Palermo    | Povilas Bartušis Vytautė Fomkinaitė     |
| Mixed        | Alexandr Zinchenko Olga Morozova    | Bastian Kersaudy Léa Palermo    | Andrey Parakhodin Anastasia Chervyakova |

## Ergebnisse

### Herreneinzel Qualifikation
- Kyrylo Leonov –  Kaspar Suvi: 21-12 / 21-9
- Mikkel Enghøj –  Birger Abts: 22-20 / 21-8
- Mathias Bonny –  Thomas Baures: 21-16 / 21-17
- Ditlev Jæger Holm –  Dzmitry Saidakou: 21-3 / 21-15
- Henri Aarnio –  Frederik Aalestrup: 15-21 / 21-16 / 21-10
- Adam Khan –  Petri Hautala: 21-14 / 21-16
- Rudolf Dellenbach –  Mikk Järveoja: w.o.
- Akseli Danskanen –  Michal Walentek: 21-9 / 21-19
- Lars Schänzler –  Alexander Bass: 21-9 / 21-13
- Mikk Ounmaa –  Bence Pytel: 21-17 / 21-18
- Pierrick Cajot –  Sander Merits: 21-8 / 21-2
- Douglas Lidman –  Heiko Zoober: 21-16 / 21-15
- Iikka Heino –  Mathieu Gangloff: 21-13 / 21-13
- Maciej Ociepa –  Niks Podosinoviks: 21-16 / 17-21 / 21-10
- Adam Mendrek –  Andy Tsai: 21-18 / 21-18
- Povilas Bartušis –  Robert Mann: 21-13 / 8-21 / 21-12
- Bernardo Atilano –  Karolis Eimutaitis: 21-11 / 21-14
- Tovannakasem Samatcha –  Mika Kongas: 21-17 / 21-15
- Alexandre Hammer –  Oliver Colin: 17-21 / 21-12 / 23-21
- Gergely Krausz –  Kristaps Kalnins: 21-4 / 21-15
- Toma Junior Popov –  Jesper Paul: 21-19 / 21-12
- Benedikt Schaller –  Mario Saunpere: 21-12 / 21-9
- Marc Laporte –  Sergey Don: 21-8 / 21-19
- Daniel Ojaaar –  Karl Kert: 21-5 / 21-16
- Tanel Namm –  Vladzislav Kushnir: 21-12 / 21-19
- Dinuka Karunaratne –  Julius von Pfaler: 21-12 / 21-17
- Joel König –  Jaromír Janáček: 16-21 / 21-18 / 21-15
- Tanguy Citron –  Martin Kangur: 21-9 / 21-9
- Nathan Vervaeke –  Mihkel Laanes: 25-23 / 21-11
- Dominik Buetikofer –  Jere Övermark: 21-10 / 21-10
- Kyrylo Leonov –  Mikkel Enghøj: 21-17 / 21-13
- Ditlev Jæger Holm –  Mathias Bonny: 21-17 / 21-17
- Henri Aarnio –  Adam Khan: 21-13 / 21-9
- Rudolf Dellenbach –  Akseli Danskanen: 21-10 / 21-14
- Lars Schänzler –  Mikk Ounmaa: 21-18 / 17-21 / 21-17
- Douglas Lidman –  Pierrick Cajot: 21-17 / 10-21 / 21-19
- Iikka Heino –  Maciej Ociepa: 21-14 / 21-10
- Adam Mendrek –  Povilas Bartušis: 24-22 / 19-21 / 21-18
- Tovannakasem Samatcha –  Bernardo Atilano: 12-21 / 21-19 / 21-17
- Gergely Krausz –  Alexandre Hammer: 21-17 / 19-21 / 21-12
- Victor Svendsen –  Toma Junior Popov: 21-11 / 21-18
- Benedikt Schaller –  Shai Geffen: 21-19 / 22-20
- Daniel Ojaaar –  Marc Laporte: 21-18 / 21-19
- Dinuka Karunaratne –  Tanel Namm: 21-5 / 21-9
- Tanguy Citron –  Joel König: 21-10 / 21-14
- Dominik Buetikofer –  Nathan Vervaeke: 21-19 / 21-14
- Kyrylo Leonov –  Ditlev Jæger Holm: 23-21 / 21-15
- Henri Aarnio –  Rudolf Dellenbach: 21-14 / 21-12
- Lars Schänzler –  Douglas Lidman: 21-8 / 21-14
- Iikka Heino –  Adam Mendrek: 22-20 / 15-21 / 21-19
- Tovannakasem Samatcha –  Gergely Krausz: 21-18 / 21-19
- Victor Svendsen –  Benedikt Schaller: 21-13 / 21-18
- Dinuka Karunaratne –  Daniel Ojaaar: 23-21 / 21-9
- Tanguy Citron –  Dominik Buetikofer: 21-15 / 21-11

### Herreneinzel
- Raul Must –  Rhys Walker: 21-13 / 21-11
- Anatoliy Yartsev –  Tanguy Citron: 21-17 / 21-11
- Eetu Heino –  Niluka Karunaratne: 21-19 / 25-23
- Mikael Westerbäck –  Tovannakasem Samatcha: 21-16 / 21-7
- Marius Myhre –  Iikka Heino: 21-13 / 21-7
- Kasper Lehikoinen –  Job Castillo: 21-13 / 12-21 / 21-13
- Lucas Claerbout –  Kalle Koljonen: 21-7 / 22-20
- Kyrylo Leonov –  Blagovest Kisyov: 21-6 / 21-9
- Jan Fröhlich –  Anton Kaisti: 21-19 / 13-21 / 21-17
- Dinuka Karunaratne –  Pit Seng Low: 21-13 / 21-8
- Pedro Martins –  Mathias Borg: 21-14 / 21-11
- Ville Lång –  Lars Schänzler: 23-21 / 21-18
- Luis Ramón Garrido –  Sam Parsons: 22-20 / 18-21 / 21-19
- Nick Fransman –  Kęstutis Navickas: 19-21 / 21-15 / 21-12
- Victor Svendsen –  Matej Hliničan: 21-13 / 21-16
- Lucas Corvée –  Henri Aarnio: 21-12 / 21-14
- Raul Must –  Anatoliy Yartsev: 21-11 / 21-14
- Eetu Heino –  Mikael Westerbäck: 21-17 / 21-17
- Marius Myhre –  Kasper Lehikoinen: 13-21 / 21-15 / 21-15
- Lucas Claerbout –  Kyrylo Leonov: 21-16 / 21-12
- Dinuka Karunaratne –  Jan Fröhlich: 22-20 / 21-14
- Ville Lång –  Pedro Martins: 9-21 / 21-18 / 21-12
- Nick Fransman –  Luis Ramón Garrido: 21-8 / 12-21 / 21-16
- Lucas Corvée –  Victor Svendsen: 24-22 / 23-21
- Raul Must –  Eetu Heino: 21-19 / 21-19
- Lucas Claerbout –  Marius Myhre: 21-13 / 21-18
- Ville Lång –  Dinuka Karunaratne: 19-21 / 21-14 / 21-13
- Lucas Corvée –  Nick Fransman: 21-14 / 18-21 / 21-11
- Lucas Claerbout –  Raul Must: 18-21 / 21-19 / 21-14
- Ville Lång –  Lucas Corvée: 21-17 / 22-20
- Ville Lång –  Lucas Claerbout: 21-17 / 21-19

### Dameneinzel Qualifikation
- Mari Ann Karjus –  Eliise Kikas: 21-12 / 21-12
- Clara Nistad –  Yaëlle Hoyaux: 22-20 / 18-21 / 21-7
- Katia Normand –  Sale-Liis Teesalu: 21-15 / 21-16
- Vytautė Fomkinaitė –  Johanna Luostarinen: 21-8 / 21-10
- Karolina Gajos –  Tuuli Härkönen: 21-15 / 19-21 / 23-21
- Anastasiya Cherniavskaya –  Inalotta Suutarinen: 15-21 / 21-17 / 21-18
- Hannaliina Piho –  Pihla Lindberg: 21-14 / 21-14
- Ronja Stern –  Noora Ahola: 21-14 / 21-10
- Anna Paavola –  Helis Pajuste: 21-14 / 21-10
- Kati-Kreet Marran –  Aija Pope: 19-21 / 21-8 / 21-15
- Elizaveta Tarasova –  Elina Niranen: 21-18 / 21-13
- Helina Rüütel –  Krestina Silich: 21-9 / 21-15
- Gerda Voitechovskaja –  Hanna Karkaus: 16-21 / 21-17 / 30-28
- Liana Lencevica –  Sigrid Laura Moora: 21-11 / 21-19
- Clara Nistad –  Mari Ann Karjus: 21-17 / 21-13
- Katia Normand –  Vytautė Fomkinaitė: 21-13 / 21-11
- Jekaterina Romanova –  Karolina Gajos: 13-21 / 21-16 / 21-14
- Kristin Kuuba –  Anastasiya Cherniavskaya: 21-10 / 21-17
- Ronja Stern –  Hannaliina Piho: 21-15 / 21-7
- Kati-Kreet Marran –  Anna Paavola: 21-16 / 22-20
- Elizaveta Tarasova –  Helina Rüütel: 21-14 / 21-12
- Gerda Voitechovskaja –  Liana Lencevica: 21-9 / 21-15

### Dameneinzel
- Mariya Ulitina –  Flore Vandenhoucke: 21-15 / 21-18
- Ronja Stern –  Riikka Sinkko: 12-21 / 21-17 / 21-17
- Elizaveta Pyatina –  Getter Saar: 21-15 / 15-21 / 21-18
- Irina Amalie Andersen –  Kristin Kuuba: 21-12 / 16-21 / 21-18
- Nanna Vainio –  Karoliine Hõim: 21-16 / 24-22
- Alesia Zaitsava –  Kati-Kreet Marran: 21-5 / 21-15
- Mariya Mitsova –  Kateřina Tomalová: 21-13 / 21-14
- Yvonne Li –  Gerda Voitechovskaja: 21-11 / 21-8
- Achini Nimeshika Ratnasiri –  Sonja Pekkola: 21-14 / 21-15
- Akvilė Stapušaitytė –  Elizaveta Tarasova: 21-10 / 21-12
- Laura Vana –  Kristīne Šefere: 21-11 / 21-17
- Kati Tolmoff –  Katia Normand: 21-11 / 21-18
- Clara Nistad –  Ioanna Karkantzia: 21-12 / 21-8
- Sonia Ratiu –  Jenny Wan: 21-14 / 22-20
- Ágnes Kőrösi –  Jekaterina Romanova: 21-15 / 21-7
- Lianne Tan –  Anna Narel: 21-19 / 21-17
- Mariya Ulitina –  Ronja Stern: 21-11 / 21-16
- Irina Amalie Andersen –  Elizaveta Pyatina: 21-14 / 21-12
- Alesia Zaitsava –  Nanna Vainio: 21-14 / 21-19
- Mariya Mitsova –  Yvonne Li: 14-21 / 21-15 / 21-19
- Akvilė Stapušaitytė –  Achini Nimeshika Ratnasiri: 17-21 / 21-9 / 21-15
- Kati Tolmoff –  Laura Vana: 21-10 / 21-5
- Clara Nistad –  Sonia Ratiu: 16-21 / 21-19 / 24-22
- Lianne Tan –  Ágnes Kőrösi: 21-14 / 21-15
- Mariya Ulitina –  Irina Amalie Andersen: 17-21 / 21-19 / 21-15
- Alesia Zaitsava –  Mariya Mitsova: 21-13 / 21-13
- Kati Tolmoff –  Akvilė Stapušaitytė: 21-16 / 21-16
- Lianne Tan –  Clara Nistad: 24-22 / 21-8
- Mariya Ulitina –  Alesia Zaitsava: 21-16 / 21-13
- Lianne Tan –  Kati Tolmoff: 21-17 / 6-21 / 21-16
- Lianne Tan –  Mariya Ulitina: 21-19 / 21-14

### Mixed Qualifikation
- Jesper Paul /  Elina Niranen –  Mikk Ounmaa /  Sigrid Laura Moora: 21-14 / 21-16
- Julius von Pfaler /  Tuuli Härkönen –  Kristaps Kalnins /  Liana Lencevica: 21-16 / 21-13
- Mihkel Laanes /  Sale-Liis Teesalu –  Vladzislav Kushnir /  Krestina Silich: 22-20 / 16-21 / 21-19
- Lauri Nuorteva /  Linnea Vainula –  Raimo Pregel /  Kulle Laidmae: 21-13 / 21-15
- Akseli Danskanen /  Anna Paavola –  Guntis Lavrinovičs /  Jekaterina Romanova: 21-19 / 21-18
- Jere Övermark /  Inalotta Suutarinen –  Karolis Eimutaitis /  Gerda Voitechovskaja: 17-21 / 21-16 / 21-10
- Julius von Pfaler /  Tuuli Härkönen –  Mihkel Laanes /  Sale-Liis Teesalu: 21-0 / 21-0
- Lauri Nuorteva /  Linnea Vainula –  Akseli Danskanen /  Anna Paavola: 8-21 / 24-22 / 21-14

### Herrendoppel Qualifikation
- Alexander Bass /  Shai Geffen –  Matis Kaart /  Tanel Namm: 21-11 / 21-18
- Mathieu Gangloff /  Marc Laporte –  Mart Ott /  Kaspar Suvi: 21-15 / 21-14
- Karl Kivinurm /  Vahur Lukin –  Kristaps Kalnins /  Niks Podosinoviks: 22-20 / 20-22 / 21-12
- Dominik Buetikofer /  Benedikt Schaller –  Kaspar Kapp /  Mario Saunpere: 21-7 / 22-20
- Andres Aru /  Ants Mängel –  Jere Övermark /  Jesper Paul: 21-14 / 21-13
- Alexander Bass /  Shai Geffen –  Karolis Eimutaitis /  Edgaras Slušnys: 21-10 / 21-17
- Mathieu Gangloff /  Marc Laporte –  Martin Kangur /  Sander Merits: 21-18 / 21-13
- Karl Kivinurm /  Vahur Lukin –  Mikk Järveoja /  Mihkel Laanes: 21-14 / 16-21 / 21-14
- Andres Aru /  Ants Mängel –  Dominik Buetikofer /  Benedikt Schaller: 21-17 / 22-24 / 21-12

### Herrendoppel
- Gergely Krausz /  Tovannakasem Samatcha –  Oliver Colin /  Jan Fröhlich: 21-15 / 21-11
- Thomas Baures /  Toma Junior Popov –  Mathieu Gangloff /  Marc Laporte: 21-19 / 21-15
- Miłosz Bochat /  Łukasz Moreń –  Kristjan Kaljurand /  Raul Käsner: 21-16 / 21-13
- Jones Ralfy Jansen /  Josche Zurwonne –  Anton Kaisti /  Tuomas Nuorteva: 21-17 / 27-25
- Konstantin Abramov /  Alexandr Zinchenko –  Filip Michael Duwall Myhren /  Steve Olesen: 21-14 / 21-10
- Akseli Danskanen /  Julius von Pfaler –  Alexander Bass /  Shai Geffen: 21-18 / 21-17
- Florent Riancho /  Asuro Rizko –  Andres Aru /  Ants Mängel: 21-15 / 15-21 / 21-14
- Mikk Ounmaa /  Heiko Zoober –  Fabian Holzer /  Johannes Pistorius: w.o.
- Gergely Krausz /  Tovannakasem Samatcha –  Vladzislav Kushnir /  Dzmitry Saidakou: 21-10 / 21-11
- Thomas Baures /  Toma Junior Popov –  Karl Kivinurm /  Vahur Lukin: 21-14 / 21-12
- Miłosz Bochat /  Łukasz Moreń –  Nikita Khakimov /  Vasily Kuznetsov: 21-16 / 21-10
- Jones Ralfy Jansen /  Josche Zurwonne –  Mika Kongas /  Jesper von Hertzen: 21-7 / 21-13
- Konstantin Abramov /  Alexandr Zinchenko –  Kyrylo Leonov /  Sergey Don: 21-9 / 21-6
- Martin Campbell /  Patrick MacHugh –  Akseli Danskanen /  Julius von Pfaler: 21-12 / 21-14
- Douglas Lidman /  Morgan Lidman –  Mikk Ounmaa /  Heiko Zoober: 18-21 / 21-13 / 21-14
- Florent Riancho /  Asuro Rizko –  Matijs Dierickx /  Freek Golinski: 21-16 / 16-21 / 21-12
- Gergely Krausz /  Tovannakasem Samatcha –  Thomas Baures /  Toma Junior Popov: 21-17 / 21-12
- Jones Ralfy Jansen /  Josche Zurwonne –  Miłosz Bochat /  Łukasz Moreń: 21-15 / 21-17
- Martin Campbell /  Patrick MacHugh –  Konstantin Abramov /  Alexandr Zinchenko: 21-5 / 21-16
- Florent Riancho /  Asuro Rizko –  Douglas Lidman /  Morgan Lidman: 21-18 / 21-8
- Jones Ralfy Jansen /  Josche Zurwonne –  Gergely Krausz /  Tovannakasem Samatcha: 21-16 / 21-15
- Martin Campbell /  Patrick MacHugh –  Florent Riancho /  Asuro Rizko: 21-16 / 21-19
- Jones Ralfy Jansen /  Josche Zurwonne –  Martin Campbell /  Patrick MacHugh: 21-15 / 21-18

### Damendoppel
- Yvonne Li /  Judith Petrikowski –  Vytautė Fomkinaitė /  Gerda Voitechovskaja: 21-15 / 21-13
- Lorraine Baumann /  Verlaine Faulmann –  Noora Ahola /  Linnea Vainula: 21-17 / 23-21
- Pihla Lindberg /  Inalotta Suutarinen –  Aidi Hamburg /  Mari Ann Karjus: 20-22 / 21-16 / 22-20
- Riikka Sinkko /  Noora Virta –  Hannaliina Piho /  Liisa-Lotta Tannik: 21-13 / 21-10
- Mariya Mitsova /  Katia Normand –  Elina Niranen /  Sanni Rautala: 21-13 / 21-19
- Anastasiia Akchurina /  Olga Morozova –  Anastasiya Cherniavskaya /  Alesia Zaitsava: 21-5 / 21-10
- Yvonne Li /  Judith Petrikowski –  Olga Mihailova /  Diana Stognija: 21-3 / 21-5
- Clara Nistad /  Emma Wengberg –  Tuuli Härkönen /  Anna Paavola: 21-12 / 21-14
- Lorraine Baumann /  Verlaine Faulmann –  Kati-Kreet Marran /  Sale-Liis Teesalu: 21-14 / 21-15
- Jenny Nyström /  Sonja Pekkola –  Riikka Sinkko /  Noora Virta: 21-7 / 21-11
- Mariya Mitsova /  Katia Normand –  Hanna Karkaus /  Johanna Luostarinen: 21-12 / 21-15
- Kristin Kuuba /  Helina Rüütel –  Liana Lencevica /  Jekaterina Romanova: 21-11 / 21-11
- Pihla Lindberg /  Inalotta Suutarinen –  Ksenia Evgenova /  Elizaveta Tarasova: w.o.
- Anastasiia Akchurina /  Olga Morozova –  Yvonne Li /  Judith Petrikowski: 21-9 / 21-9
- Clara Nistad /  Emma Wengberg –  Lorraine Baumann /  Verlaine Faulmann: 21-8 / 25-23
- Jenny Nyström /  Sonja Pekkola –  Pihla Lindberg /  Inalotta Suutarinen: 21-15 / 21-10
- Kristin Kuuba /  Helina Rüütel –  Mariya Mitsova /  Katia Normand: 21-13 / 21-9
- Anastasiia Akchurina /  Olga Morozova –  Clara Nistad /  Emma Wengberg: 21-13 / 21-18
- Kristin Kuuba /  Helina Rüütel –  Jenny Nyström /  Sonja Pekkola: 21-12 / 11-21 / 22-20
- Anastasiia Akchurina /  Olga Morozova –  Kristin Kuuba /  Helina Rüütel: 21-14 / 21-15

### Mixed
- Birger Abts /  Flore Vandenhoucke –  Maciej Ociepa /  Karolina Gajos: 21-14 / 21-13
- Julius von Pfaler /  Tuuli Härkönen –  Ronan Gueguin /  Verlaine Faulmann: 21-14 / 21-16
- Pekka Ryhanen /  Sonja Pekkola –  Jere Övermark /  Inalotta Suutarinen: 19-21 / 21-10 / 21-15
- Dzmitry Saidakou /  Alesia Zaitsava –  Petri Hautala /  Noora Ahola: 19-21 / 25-23 / 21-14
- Vahur Lukin /  Mari Ann Karjus –  Niks Podosinoviks /  Kristīne Šefere: 21-17 / 20-22 / 21-19
- Povilas Bartušis /  Vytautė Fomkinaitė –  Jesper Paul /  Elina Niranen: 21-19 / 21-12
- Jaromír Janáček /  Kateřina Tomalová –  Tuomas Nuorteva /  Sanni Rautala: 21-12 / 21-10
- Alexandr Zinchenko /  Olga Morozova –  Johannes Pistorius /  Eva Janssens: 21-16 / 21-16
- Bastian Kersaudy /  Léa Palermo –  Birger Abts /  Flore Vandenhoucke: 21-9 / 21-9
- Julius von Pfaler /  Tuuli Härkönen –  Steve Olesen /  Irina Amalie Andersen: 20-22 / 21-14 / 21-18
- Andrey Parakhodin /  Anastasiia Akchurina –  Pekka Ryhanen /  Sonja Pekkola: 21-11 / 21-8
- Jan Colin Völker /  Judith Petrikowski –  Dzmitry Saidakou /  Alesia Zaitsava: 21-14 / 21-11
- Lauri Nuorteva /  Linnea Vainula –  Vahur Lukin /  Mari Ann Karjus: 25-23 / 21-10
- Povilas Bartušis /  Vytautė Fomkinaitė –  Henri Aarnio /  Jenny Nyström: 21-15 / 18-21 / 21-19
- Asuro Rizko /  Riikka Sinkko –  Jaromír Janáček /  Kateřina Tomalová: 21-18 / 18-21 / 21-13
- Alexandr Zinchenko /  Olga Morozova –  Filip Michael Duwall Myhren /  Emma Wengberg: 21-15 / 17-21 / 21-14
- Bastian Kersaudy /  Léa Palermo –  Julius von Pfaler /  Tuuli Härkönen: 21-11 / 21-4
- Andrey Parakhodin /  Anastasiia Akchurina –  Jan Colin Völker /  Judith Petrikowski: 14-21 / 21-17 / 21-13
- Povilas Bartušis /  Vytautė Fomkinaitė –  Lauri Nuorteva /  Linnea Vainula: 21-11 / 22-20
- Alexandr Zinchenko /  Olga Morozova –  Asuro Rizko /  Riikka Sinkko: 21-18 / 21-16
- Bastian Kersaudy /  Léa Palermo –  Andrey Parakhodin /  Anastasiia Akchurina: 23-21 / 21-17
- Alexandr Zinchenko /  Olga Morozova –  Povilas Bartušis /  Vytautė Fomkinaitė: 21-16 / 21-17
- Alexandr Zinchenko /  Olga Morozova –  Bastian Kersaudy /  Léa Palermo: 21-19 / 21-18